# CS Rapid București (basquete)
A secção de basquetebol do Clubul Sportiv Rapid București, também conhecido como CS Rapid Bucureşti ou simplesmente Rapid, é uma equipe profissional que disputa a LNBM (Romênia). A equipe representa um importante clube desportivo da cidade de Bucareste. Seus jogos como equipe mandante são disputados na Sala Polivalentă Rapid com capacidade para 1.500 espectadores.

## História

### Secção masculina
O departamento de basquetebol foi fundado juntamente com o departamento de voleibol em 1934 e sob o nome de Locomotiva PTT alcançou seu primeiro título nacional em 1951 e foi medalha de bronze em 1961, 1964 e 1982-83.

#### Histórico de temporadas
| Temporada | Competição Doméstica | Competição Doméstica | Competição Doméstica | Competição Doméstica | Competição Doméstica | Competição Doméstica   | Copa Romena       | Copa Romena |
| Temporada | Nível                | Liga                 | Pos.                 | TR.                  | PL.                  | Pós Temporada          | Copa              | Supercopa   |
| --------- | -------------------- | -------------------- | -------------------- | -------------------- | -------------------- | ---------------------- | ----------------- | ----------- |
| 2014-15   | 2                    | Liga 1               | 6                    | 5-9                  | 2-0                  | Playoff de permanencia |                   |             |
| 2015-16   | 2                    | Liga 1               | 5                    | 9-5                  | 1-7                  |                        |                   |             |
| 2016-17   | 2                    | Liga 1               | 5                    | 7-5                  |                      |                        |                   |             |
| 2017-18   | 2                    | Liga 1               | 3                    | 6-4                  |                      |                        |                   |             |
| 2018-19   | 2                    | Liga 1               | 11                   | 8-10                 |                      | Rebaixado              |                   |             |
| 2019-20   | 2                    | Liga 1               | COVID-19             | COVID-19             | COVID-19             | COVID-19               |                   |             |
| 2020-21   | 2                    | Liga 1               | 1                    | 12-2                 |                      | Promovido              |                   |             |
| 2021-22   | 1                    | LNBM                 | 13                   | 9-21                 |                      |                        |                   |             |
| 2022-23   | 1                    | LNBM                 | 3                    | 24-14                | 4-3                  | Semifinais             | Quartas de finais |             |
| 2023-24   | 1                    | LNBM                 | 4                    | 20-14                | 0-3                  | Quartas de finais      | Finalista         |             |
| 2024-25   | 1                    | LNBM                 | 7                    | 16-14                | 0-3                  | Quartas de finais      | Oitavas de finais |             |

#### Títulos
Liga Natională
- Campeão (1): 1951

Copa da Romênia
- Finalista (1): 2024[5]

### Secção Feminina
A secção feminina fez "dobradinha" com a secção masculina em 1951 e durante os anos da Romênia comunista foi uma das maiores forças conquistado nove títulos nacionais entre 1951 e 1978. O treinador Sigismund Ferencz que ficou à frente da equipe durante 26 anos durante os títulos entre 1959 e 1978, é certamente um dos grandes responsáveis pelo sucesso do time feminino. Ele também foi treinador da Seleção Romena. O bicampeonato de 1951 e 1952 foram sob a batuta de Magda e Gherghe Niculescu.

#### Títulos
Liga Natională
- Campeão (9): 1950–51, 1951–52, 1959–60, 1960–61, 1961–62, 1964–65, 1968–69, 1971–72, 1977–78
- Finalista (1): 1998

Copa da Romênia
- Campeão (2): 1968-69, 1994-95